# Trencadis

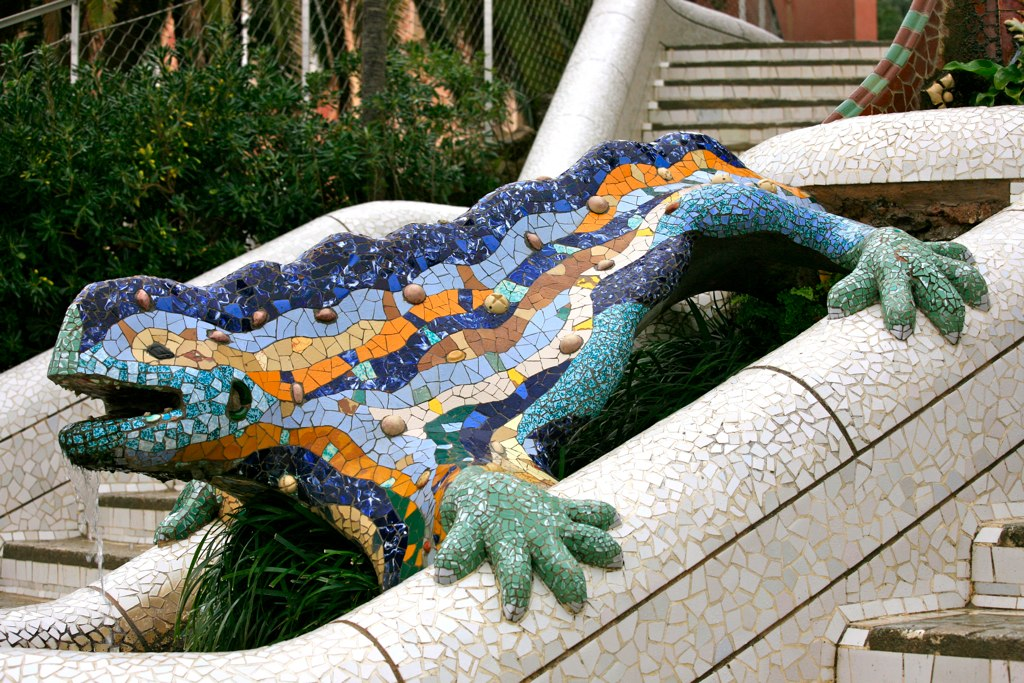
Lézard en trencadís au parc Güell à Barcelone.

Le trencadis est un type de mosaïque à base d'éclats de céramique, typique de l'architecture moderniste catalane. La suggestion d'un dessin cohérent et le passage brusque à un dessin chaotique caractérisent le trencadis. Cette technique est aussi appelée « pique-assiette ».
Les architectes catalans Antoni Gaudí et Josep Maria Jujol utilisèrent le trencadis dans de nombreux projets, dont le parc Güell est sans doute le plus célèbre. Gaudí a été le premier à utiliser cette méthode pour couvrir des surfaces courbes et irrégulières, comme pour les pavillons de la finca Güell sur l'avenue de Pedralbes, où les formes sinueuses obligeaient à casser les carreaux de céramique qui ne pouvaient pas être posés entiers.
En cassant les carreaux de céramique, on détruit les motifs qui y sont représentés. On choisit ensuite les morceaux de façon à réaliser une nouvelle composition décorative sans rapport avec les dessins d'origine. Cette technique permet d'obtenir des effets visuels différents de ceux obtenus avec la technique classique de réalisation des céramiques.